# Антанас Мацкявічус
Антанас Мацкявічюс (лит. Antanas Mackevičius, пол. Antoni Mackiewicz; 14 червня 1828 — 16 грудня 1863) — литовський священник, один із ініціаторів і лідерів Січневого повстання у Литві.

## Біографія
Народився в дрібній шляхетській родині. Здобув середню освіту у Вільнюсі, в 1846 переїхав до Києва навчатися в університеті. в цей час в Європі відбувались події революції 1848—1849 років, які дуже вплинули на молодого Антанаса. Він починає розмірковувати над можливість визволення Литви з-під російської влади. В 1859 році він покидає Київ і вступає до Варняйської семінарії. Отримавши духовний сан, він з 1853 по 1855 служить вікарієм в містечку Крякянава, а з 1856 по 1862 в селі Паберже.
В цей час він активно знайомиться з майбутніми діячами повстання. Так, в 1862 році у Вільнюсі він знайомиться з Зигмунтом Сераковським і Кастусем Калиновським, а в серпні того ж року був присутнім на весіллі Зигмунта Сераковського.
Антанас Мацкявічюс був одним із перших, хто підняв прапор повстання. 23 березня 1863 року він прочитав в церкві Маніфест Національного Уряду, і на чолі загону з 250 селян-повстанців рушив назустріч царським військам. Перший бій відбувся 14 березня, де об'єднаний загін Антанаса Мацкявічюса і Болесловаса Длускіса розбили загін росіян. 6 квітня Антанас приєднався до об'єднаної партизанської армії Сераковського.
Після страти Сераковського став командиром партизанських загонів на Ковенщині. В кінці серпня Калиновський призначив Антанаса політичним комісаром губернії. Він продовжував партизанити в лісах до 13 листопада, коли під Вількією його загін було остаточно розбито. Він наказав повстанцям продовжити боротьбу весною, а сам планував поїхати до Франції.
5 грудня був схоплений російськими жандармами при переправі через Неман. За свідченнями, він планував вирушити до Варшави, а звідти до Парижу через Берлін. Після того. як Антанас відмовився видати інших повстанців, 16 грудня 1863 року за прямим наказом Михайла Муравйов-Віленського був страчений через повішення.

## Увічнення пам'яті
- Присвячена експозиція в музеї міста Кедайняй
- В селі Пабяржє, при храмі, де служив Мацкявічюс, є меморіальна експозиція
- Поблизу Крякянави встановлено меморіальний камінь

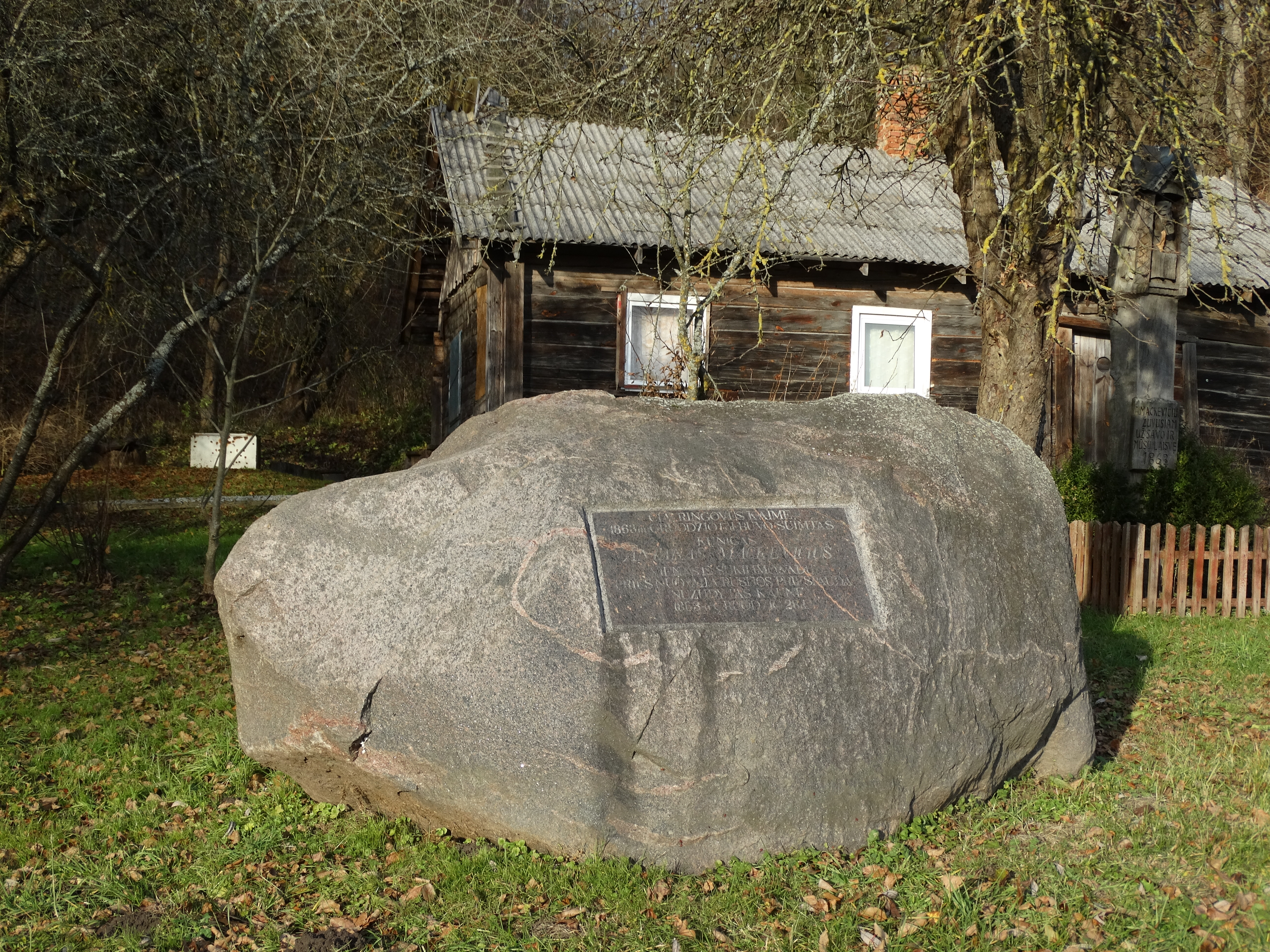
Меморіал в Рінгове
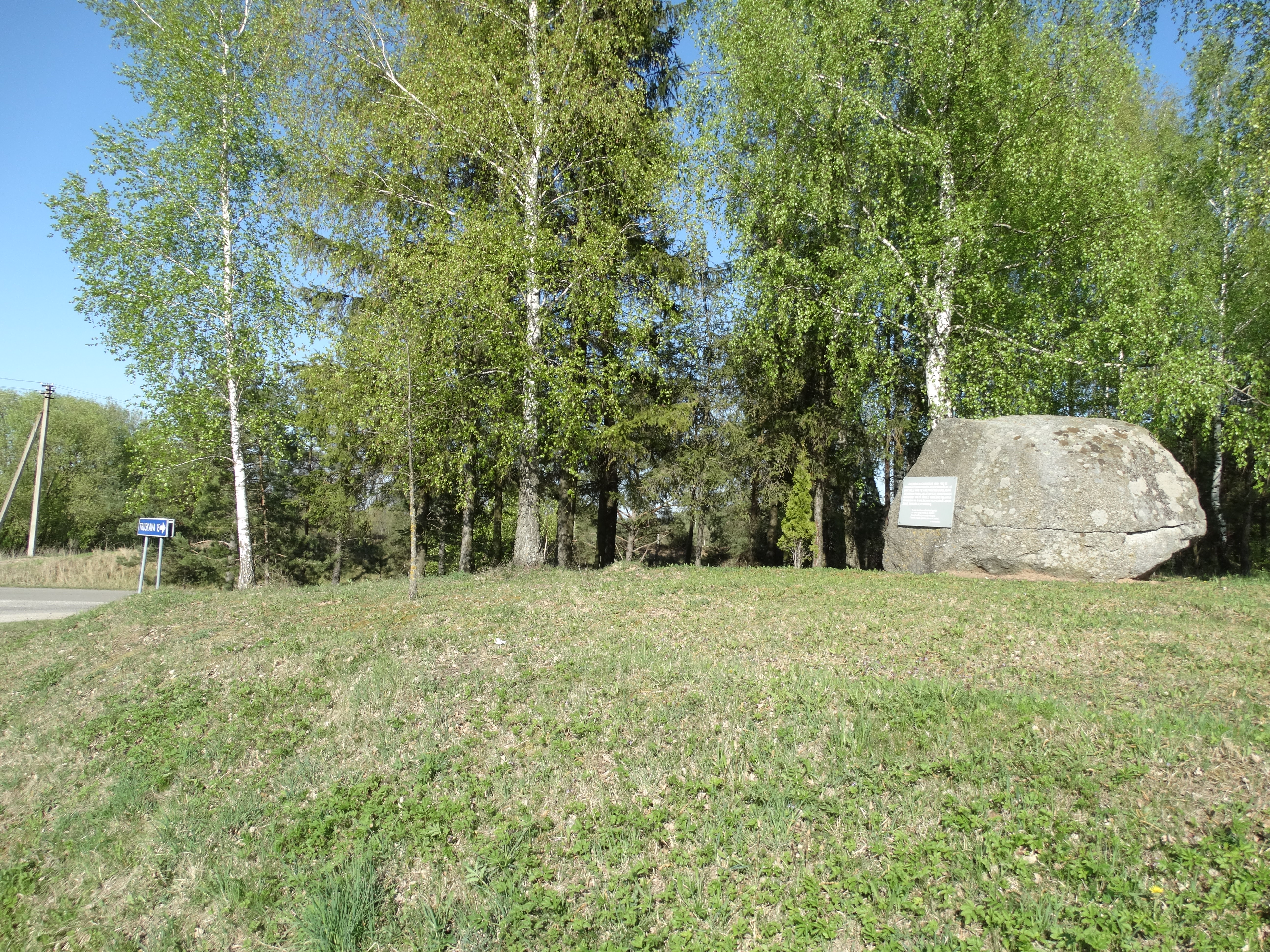
Меморіал біля Крякянави
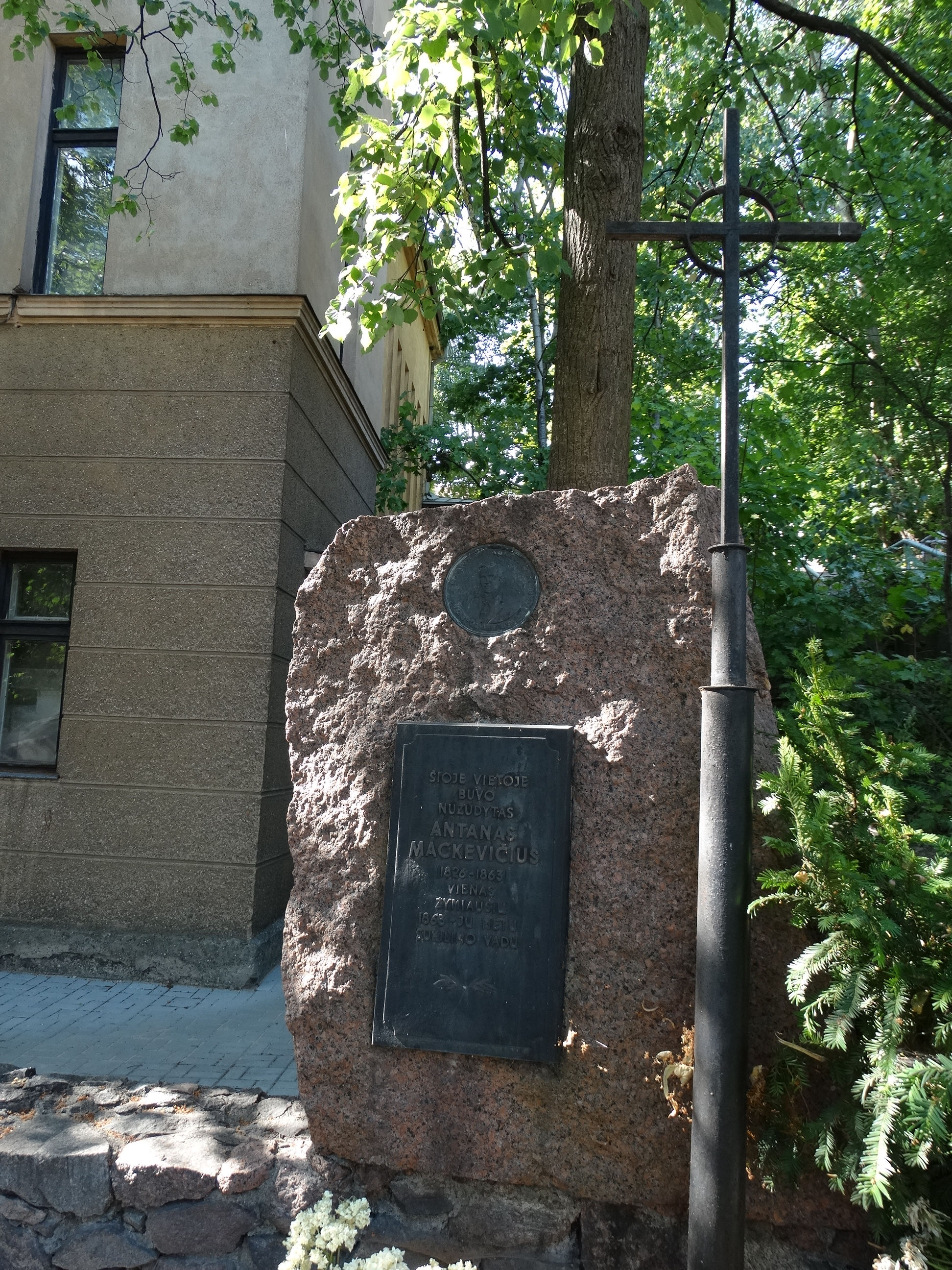
Меморіал в Каунасі